# Мотутунга

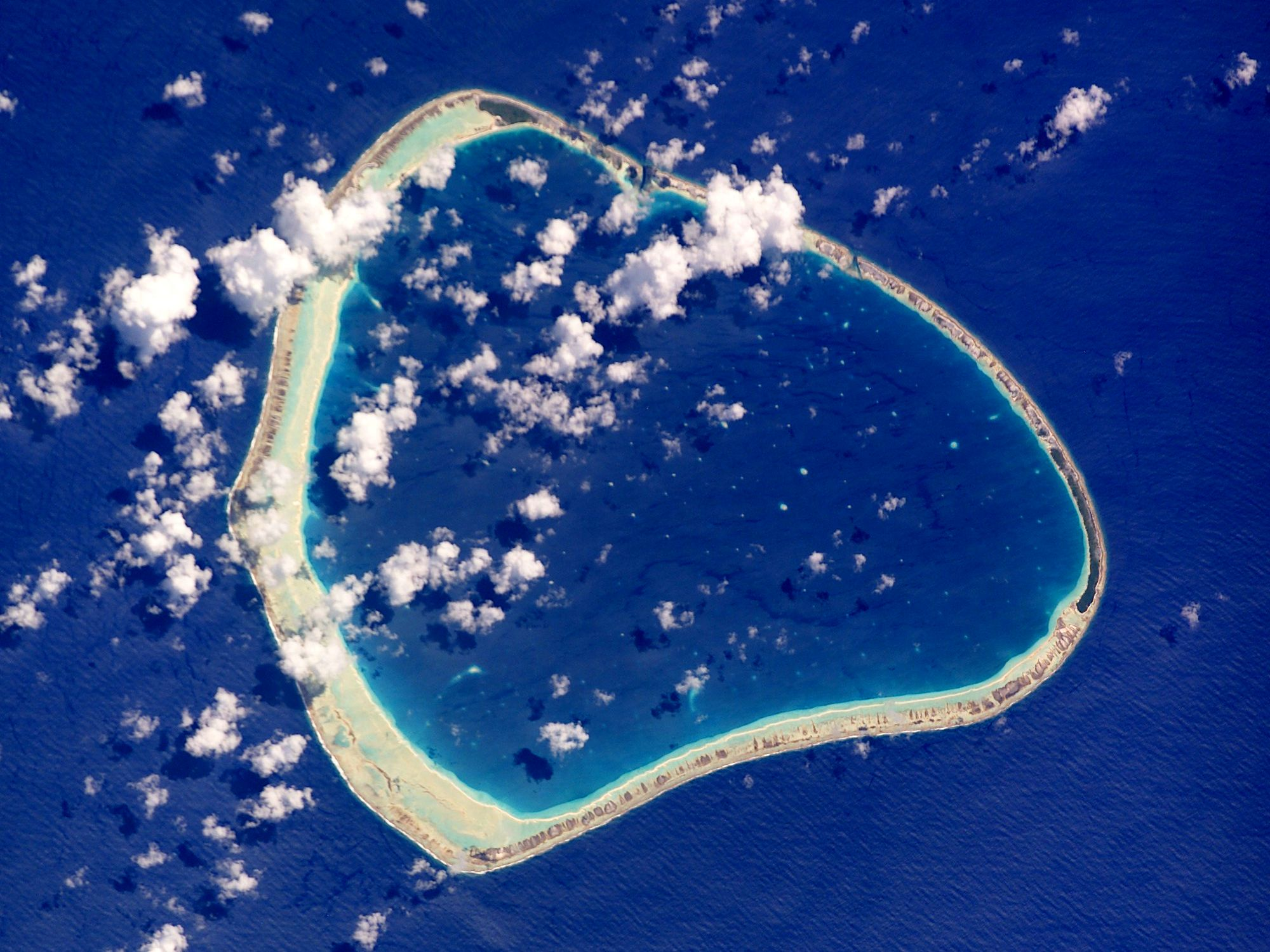
Космический снимок атолла.

Мотутунга (фр. Motutunga) — атолл в архипелаге Туамоту (Французская Полинезия). Расположен в 17 км к юго-востоку от атолла Таханеа и в 490 км к востоку от острова Таити.

## География
Площадь острова — 1,38 км².

## История
Мотутунга был открыт в 1773 году английским путешественником Джеймсом Куком, назвав его остров Адвенчер. Другое историческое название — Сан-Блас.

## Административное деление
Административно входит в состав коммуны Анаа.

## Население
В 2007 году остров был необитаем.